# Willys Jeep Station Wagon

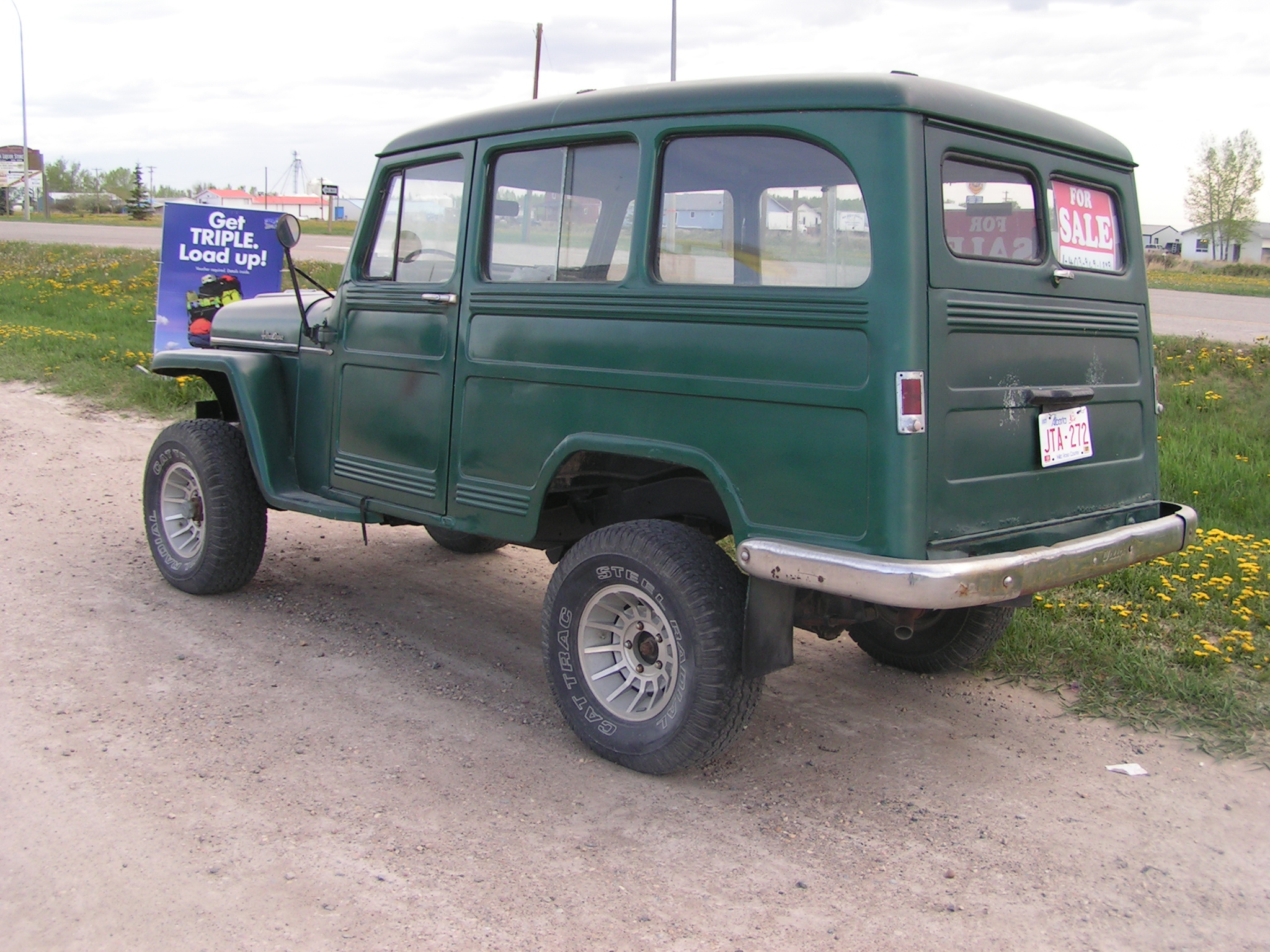

Willys Jeep Station Wagon, Jeep Utility Wagon і Jeep Panel Delivery — автомобілі, які вироблялися компаніями Willys і Kaiser Jeep у Сполучених Штатах з 1946 по 1964 роки, а виробництво в Аргентині та Бразилії тривало до 1970 і 1977 років відповідно. Це були перші повністю сталеві універсали для масового ринку, розроблені та виготовлені як пасажирський транспортний засіб. З понад 300 000 універсалів та їх варіантів, виготовлених у США, це була одна з найуспішніших моделей Willys після Другої світової війни. Через деякий час після появи варіанту повного приводу в 1949 році продавався 2WD. як «Station Wagon», тоді як 4WD продавався як «Utility Wagon». Повнопривідний Willys Jeep Wagon часто вважається першим серійним позашляховиком. Jeep Wagon збирався на кількох міжнародних ринках за різними формами спільних підприємств, ліцензій або розбірних комплектів.

## Двигуни
- 1946–50 2199 см3 Willys Go Devil L4-134 63 к.с.
- 1948–50 2434 см3 Willys Lightning - L6-148 72 к.с.
- 1950–65 2199 см3 Willys Hurricane - F4-134 72 к.с.
- 1950–51 2638 см3 Willys Lightning - L6-161 75 к.с.
- 1952–54 2638 см3 Willys Hurricane F6-161 90 к.с.
- 1954–62 3707 см3 Continental Super Hurricane - L6-226 115 к.с.
- 1962–65 3777 см3 Jeep Tornado - 6-230